# Guildhall School of Music and Drama
Guildhall School of Music and Drama – szkoła muzyczno-teatralna i uczelnia muzyczna znajdujące się w Londynie.

## Opis

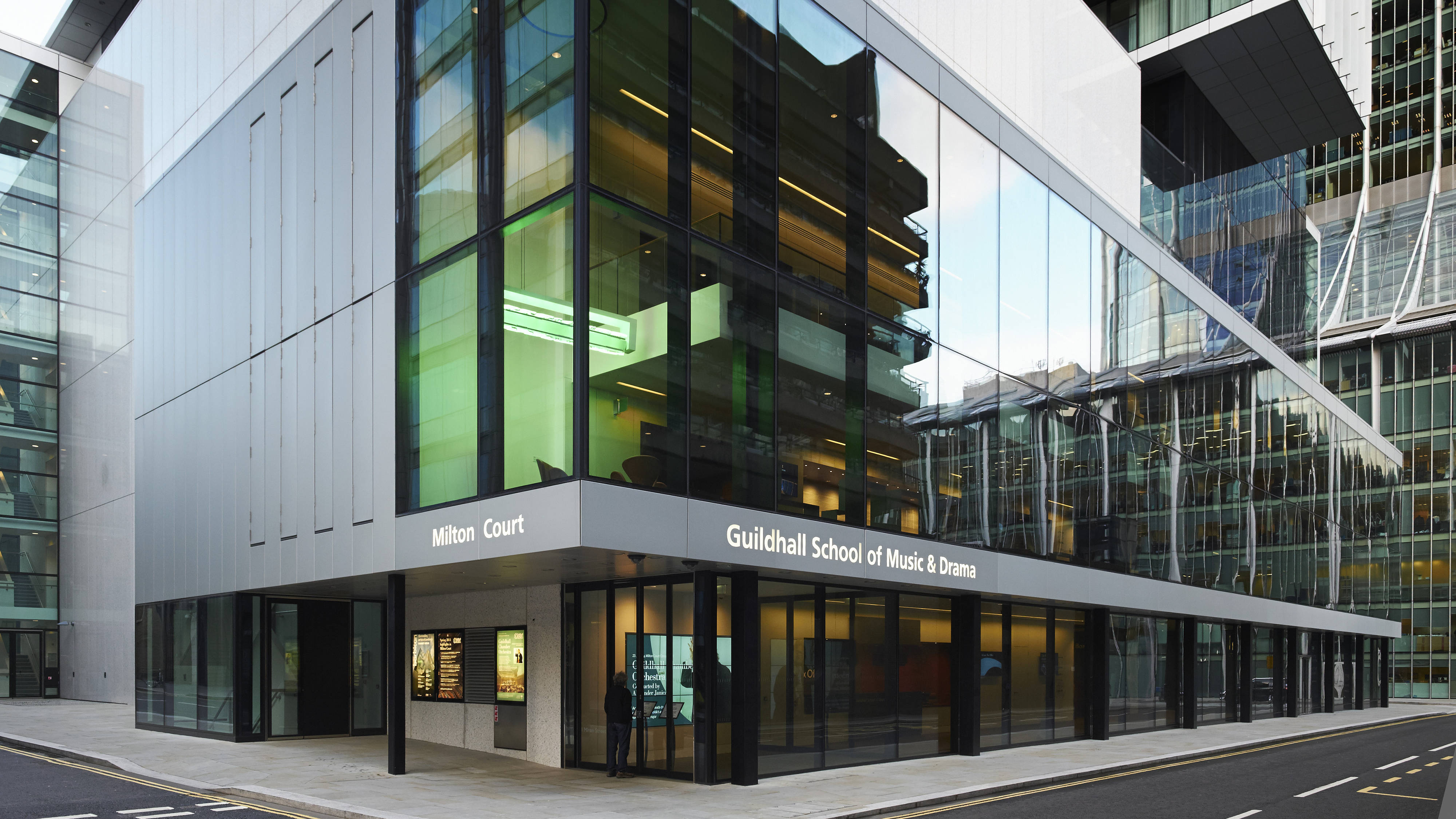
Budynek szkoły

Szkoła została założona 27 października 1880 i była jednocześnie pierwszą szkołą muzyczną w Wielkiej Brytanii. Na początku nauczała 62 studentów. Mieściła się w opuszczonym magazynie. Siedem lat po założeniu przeniosła się do nowego budynku przy ulicy Johna Carpentera. W ceremonii otwarcia wziął udział burmistrz Londynu, Sir Reginald Hanson. W 1977 roku szkoła przeniosła się do swojej obecnej siedziby, czyli Barbican Centre. W budynku znajdowało się 45 sal, a także fortepian i pianino. Po rozbudowie w 2013 roku w budynku znajduje się 176 sal, w których studenci mogą ćwiczyć w określonych godzinach. Dziś uczęszcza do niej ponad 12 tysięcy uczniów z około 70 krajów. 2500 z nich należy do tzw. Junior Guildhall, które przyjmuje dzieci w wieku od 4 do 18 lat.
W budynku mieści się również sala koncertowa na 608 miejsc oraz teatralna na 223 miejsca. Przewodniczącym jest Vivienne Littlechild. W roku szkolnym 2018/19 do szkoły po przesłuchaniach przeszło jedynie 10% kandydatów. Odbywają się one m.in. w Nowym Jorku (międzynarodowe), Belfaście, Edynburgu, Leeds czy Newcastle. Absolwentami szkoły są m.in. Daniel Craig, Orlando Bloom oraz Lily James.
W Guildhall School of Music and Drama uczy wielu wybitnych pedagogów, m.in. polski skrzypek Krzysztof Śmietana.